# Соболевский, Григорий Фёдорович
Григо́рий Фёдорович Соболе́вский (25 января 1741— 4 января 1807) — российский ботаник и фармаколог.

## Биография
Григорий Фёдорович Соболевский родился в 1741 году в городе Глухове.
Первоначальное образование получил в семинарии Троице-Сергиевского монастыря. В 1757 году он прибыл в Санкт-Петербург, где стал учиться медицине в Главном военном госпитале. По окончании курса обучения был произведён в лекари. В 1761 году отправился учиться в Париж и Лейден. В 1775 году Лейденский университет присвоил Соболевскому степень доктора медицины. В том же году Григорий вернулся в Петербург, стал преподавать ботанику и фармакологию в Санкт-Петербургском военном училище.
В 1779 году он стал директором Петербургского ботанического сада. С 1782 по 1797 Соболевский был главным доктором полков гвардии, с 1795 по 1807 — профессором Петербургской академии медицины и хирургии.
В 1796 году Соболевский издал каталог известных ему местных и иностранных растений, в 1799 году — книгу на латинском языке Flora petropolitana («Санкт-Петербургская флора»), в которой описывал флору Петербурга и окрестностей.
Скончался в 1807 году.

## Некоторые научные работы
- Sobolewsky G. Flora petropolitana sistens plantas in gubernio Petropolitano sponte crescentes, tam eas quae olim in Flora Ingrica Krascheninnikowii a Gortero enumeratae sunt, quam novas post annum 1764 hucusque a variis Botanicis Petropoli degentibus detectas, nunc vero generice et specifice descriptas cum additione variam observationum atque Russica plantarum denominatione. — Petropoli, 1799. — VII, 354 с.
- [Соболевский, Г.] Санктпетербургская  флора  или описание находящихся в Санктпетербургской губернии природных растений, с приложением некоторых иностранных, кои на открытом воздухе в здешнем страноположении удобно произрастают, и с показанием оных силы, действия и употребления, в пользу для сельских жителей и любителей травознания. Творение Надворного Советника, Медицины Доктора, Государственной Медицинской Коллегии и Экономического Санктпетербургского Общества почетного Члена, Ботаники и материи Медики Профессора, Григория Соболевскаго.  В 2 ч. Ч. 1-2. — СПб: Тип. при Губернском правлении, 1801, 1802. — 410, 424 с.

## Роды и некоторые виды растений и грибов, названные в честь Г. Ф. Соболевского
- Sobolewskia M.Bieb., 1819 — Соболевския
- Collybia sobolewskii Weinm., 1832
- Hydnum sobolewskii Weinm., 1832